# Vrécourt
Vrécourt ist eine französische Gemeinde im Département Vosges in der Region Grand Est (bis 2015 Lothringen). Sie gehört zum Arrondissement Neufchâteau und zum Kanton Vittel. Vrécourt hat 349 Einwohner (1. Januar 2022). Sie nennen sich Vrécourciens.

## Geografie
Vrécourt liegt am Ufer des Flusses Mouzon auf einer Höhe zwischen 317 und 385 m über dem Meer. Das Gemeindegebiet umfasst 12,51 km².
Nachbargemeinden von Vrécourt sind Soulaucourt-sur-Mouzon im Norden, Urville im Nordosten, Saint-Ouen-lès-Parey und Sauville im Osten, Robécourt im Süden, Chaumont-la-Ville im Südwesten sowie Graffigny-Chemin im Westen.

## Bevölkerungsentwicklung
| Jahr      | 1962 | 1968 | 1975 | 1982 | 1990 | 1999 | 2006 | 2018 |
| Einwohner | 399  | 398  | 367  | 334  | 334  | 330  | 361  | 361  |

## Sehenswürdigkeiten
- Kirche St. Martin, Monument historique
- siehe auch: Liste der Monuments historiques in Vrécourt

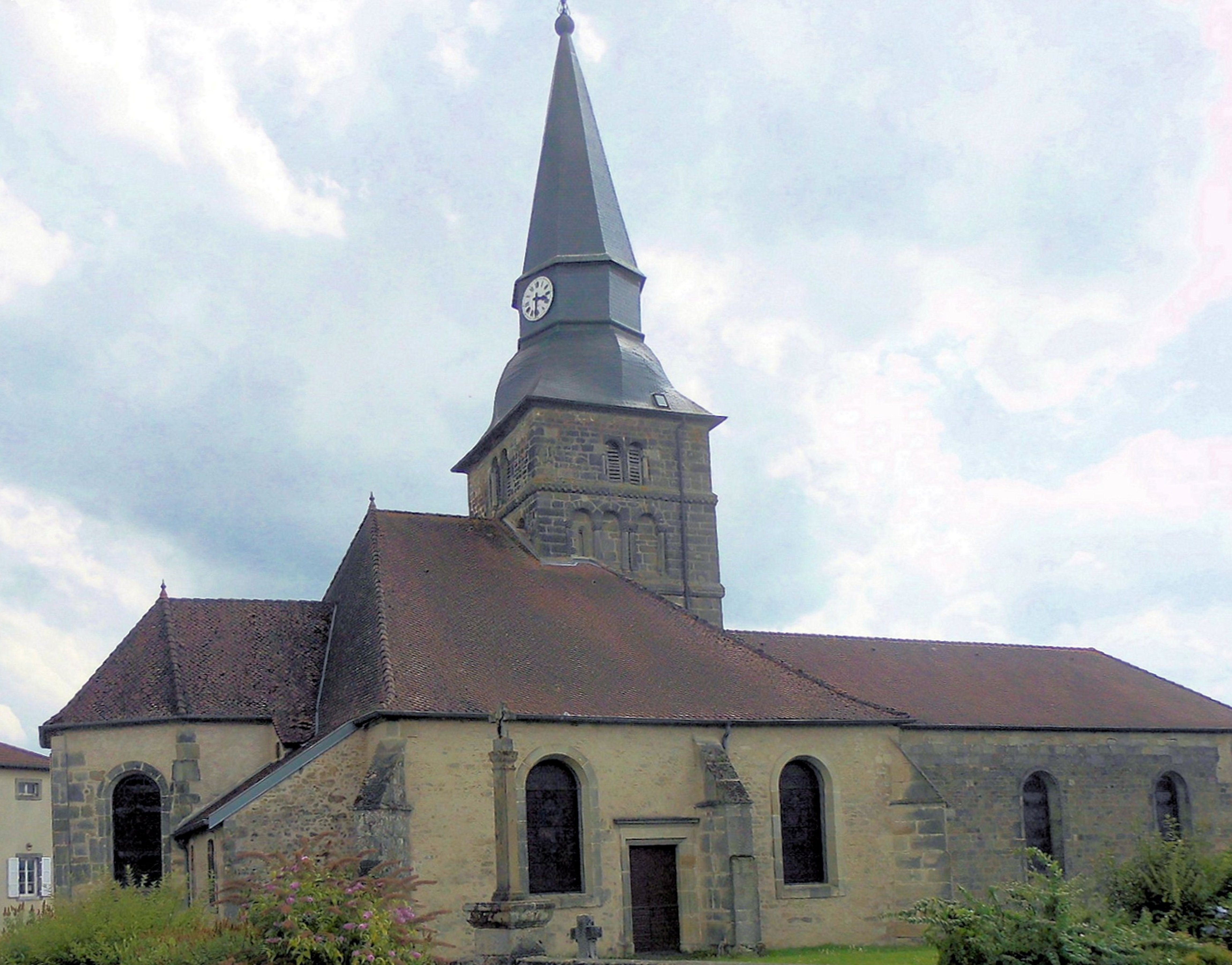
Kirche St. Martin
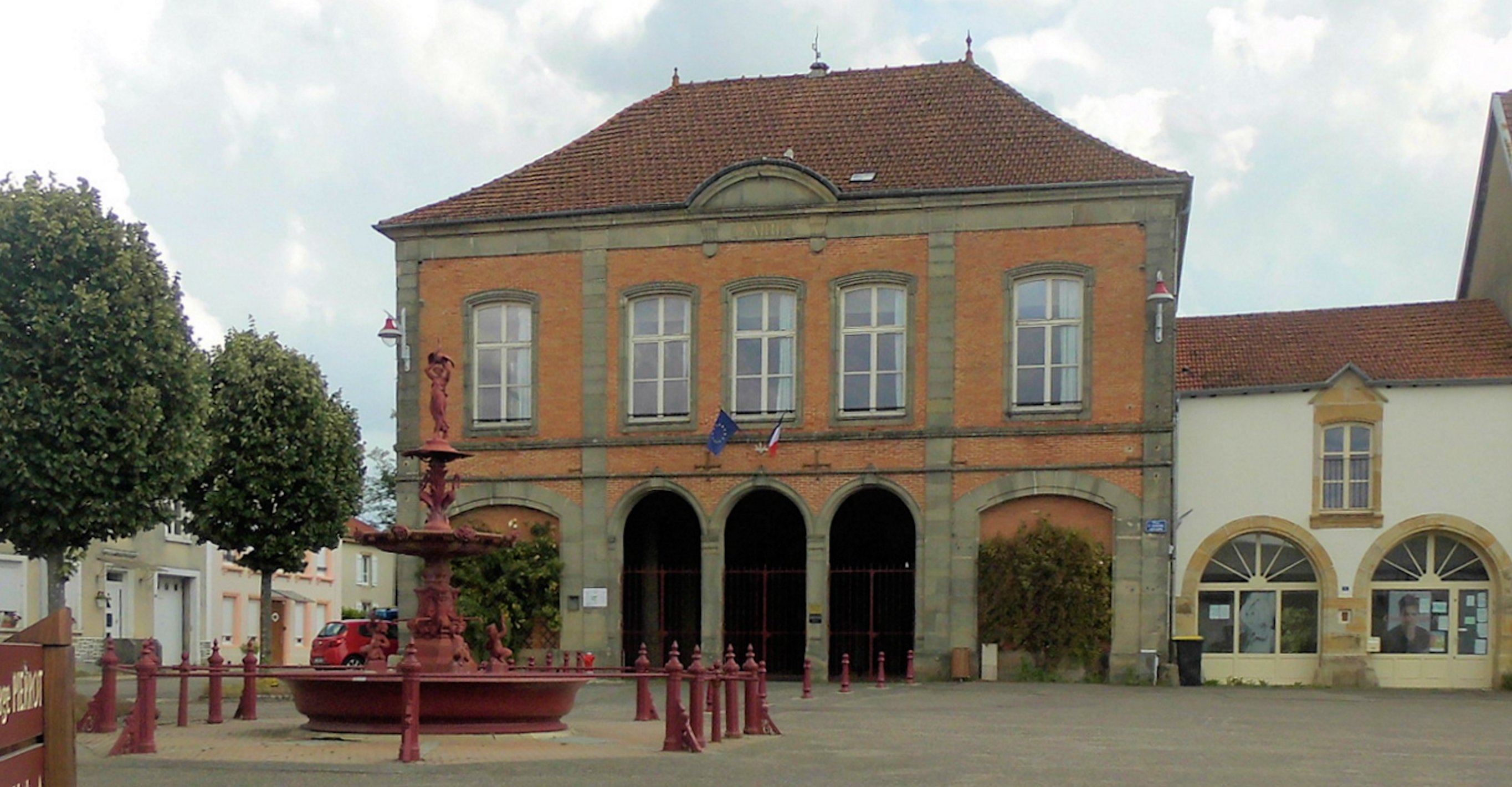
Marktplatz
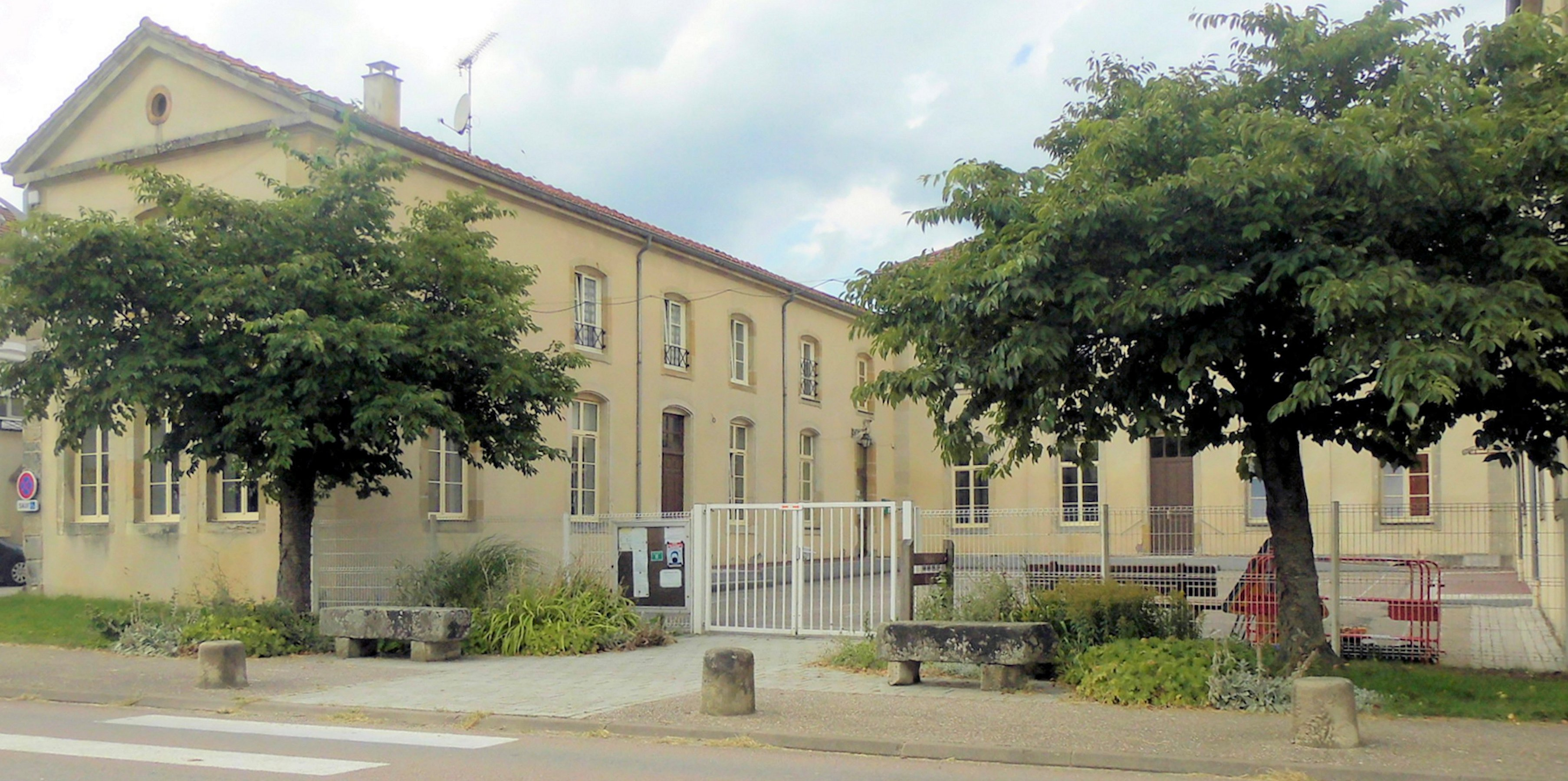
Mairie
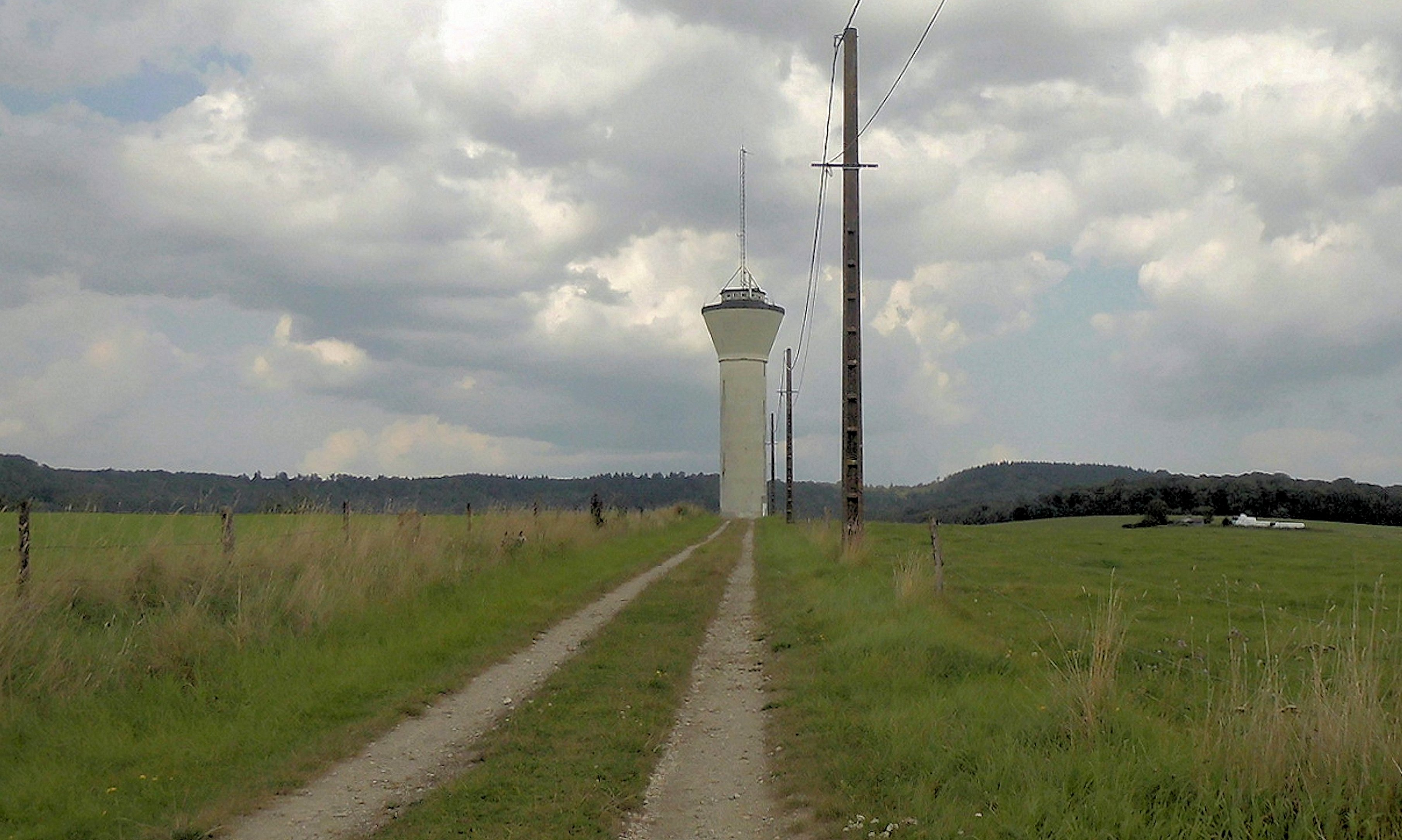
Wasserturm